# Sheila C. Bair
Sheila Colleen Bair (født 3. april 1953 i Kansas i USA) er den 19. formand for Federal Deposit Insurance Corporation (FDIC). Den 26. juni 2006 blev hun udnævnt til formand for en femårsperiode, og som medlem af FDICs bestyrelse frem til juli 2013.
I 2008 rangerede Forbes hende som nummer to på listen over verdens mægtigste og mest indflydelsesrige kvinder, kun overgået af Angela Merkel.